# NN-260
La carretera NN‑260 es una vía departamental secundaria del departamento de Chinandega en el occidente de Nicaragua. Conecta la zona de Cuatro Esquinas de Amayo con El Limonal, enlazando con la NIC-12, a lo largo de 101.23 kilómetros. Esta carretera fue inaugurada en 2024 como parte del plan de expansión de la infraestructura vial nacional y mejora la conexión entre zonas rurales, centros productivos y la red nacional.

## Trazado y cruces
La siguiente tabla muestra su recorrido, localidades y principales conexiones:
| km     | Localidad                | Departamento | Conexión / Ruta |
| ------ | ------------------------ | ------------ | --------------- |
| 0.0    | Cuatro Esquinas de Amayo | Chinandega   |                 |
| 35.8   | Comunidad rural          | Chinandega   |                 |
| 79.5   | Cruce hacia El Ojoche    | Chinandega   |                 |
| 101.23 | El Limonal               | Chinandega   | NIC 12          |